# Abraham Frowein (Industrieller)

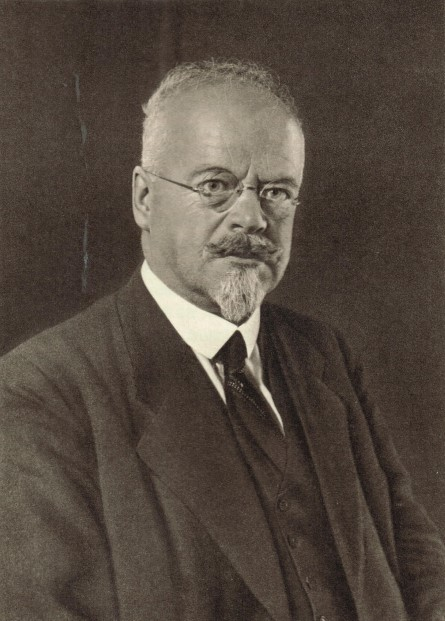
Abraham Frowein

Abraham Frowein (* 19. September 1878 in Elberfeld; † 12. Juli 1957 in Wuppertal) war ein deutscher Unternehmer in der Textilindustrie.

## Leben

### Familie und Teilhaber

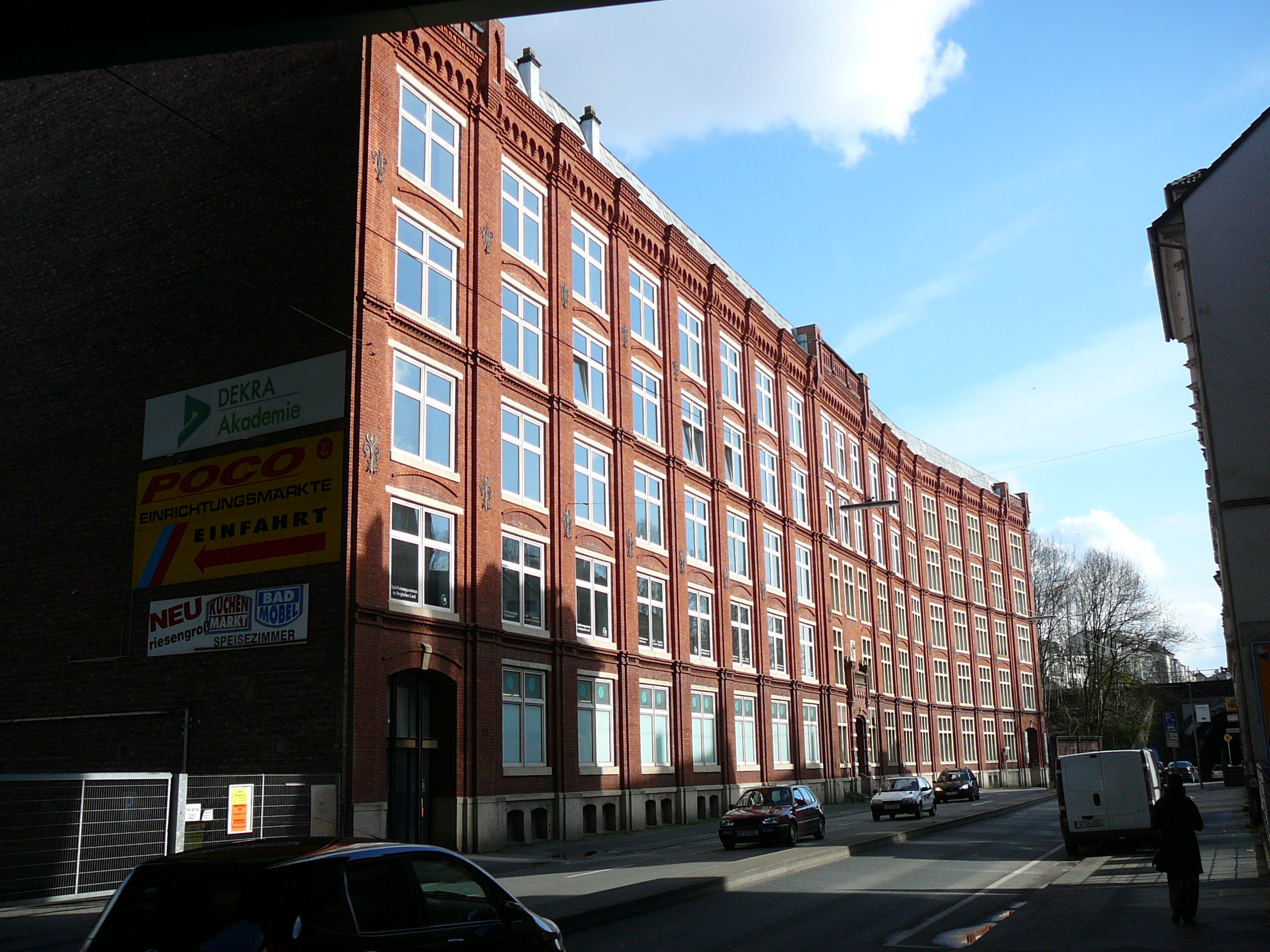
Ehemalige Seidenweberei Frowein & Co. GmbH

Frowein entstammt einer Familie, die sich seit 1500 in Lennep und seit 1600 in Elberfeld nachweisen lässt. Als Sohn des Juristen und Fabrikanten Abraham Frowein (* 20. Februar 1847; † 26. August 1893) und dessen Ehefrau Luise Frowein, geborene aus’m Weerth (* 25. März 1856; † 4. September 1916), aus dem Haus Ahr bei Wesel besuchte er ein humanistisches Gymnasium. Von 1897 bis 1901 unternahm er eine Reise nach Genf, London und New York. Anschließend begab er sich für die Dauer eines Jahres auf eine Weltreise.
Seit 1902 wirkt er als Sekretär, ab 1904 als Teilhaber des Unternehmens Abraham & Gebrüder Frowein, das später in eine Aktiengesellschaft umgewandelt wurde. Es produzierte Spitzen, Litzen, Kordeln und Bänder. Die Produktionsstätte befand sich in Elberfeld, Uellendahler Straße 70/71.

### Öffentliche Ämter
Frowein engagierte sich in den gewerblichen Verbänden der Textilindustrie, so als Vorsitzender im Krefelder Verein deutscher Seidenwebereien und im Verband der Seidenbandindustrie in Deutschland. Nachdem am 4. Februar 1919 der Reichsverband der Deutschen Industrie (RDI) gegründet wurde, besetzte er in dieser Organisation den Posten des stellvertretenden Vorsitzenden. Am 12. Juni 1919 leitete er eine Sitzung des RDI in Berlin, der sich mit dem Problem der Sozialisierung befasste. Dabei nahm er zu den geplanten Selbstverwaltungskörperschaften der Industrie Stellung und bezeichnete sie als nur „scheinbare Selbstverwaltung“.
Im Jahre 1920 gründete der RDI eine „Kartellstelle“, wobei er als Vorsitzender die Leitung innehatte. Er hatte sich in Sitzungen und Verhandlungen außergewöhnlich geschickt gezeigt und bezüglich der Probleme der Märkte eine große Erfahrung bewiesen, was offensichtlich unter den Mitgliedern damals nicht oft vorkam. Als im Dezember 1926 in London eine Konferenz des RDI mit dem britischen Verband Federation of British Industries stattfand, gehörte Frowein zu der fünfköpfigen deutschen Delegation.

### Präsident der Internationalen Handelskammer
Als 1925 die Deutsche Gruppe der Internationalen Handelskammer gegründet wurde, wurde er als stellvertretender Präsident nominiert, während Franz von Mendelssohn als Präsident fungierte. Nachdem dieser 1931 Präsident der Internationalen Handelskammer wurde, konnte er das Amt wegen einer Erkrankung nicht die üblichen zwei Jahre ausführen, so dass Frowein am 10. März 1932 seine Nachfolge bis 1933 antrat. Danach wurde Frowein zum Ehrenpräsidenten ernannt.

### Rückzug im Jahre 1933 und Nachkriegsaufgabe
Am 6. Januar 1928 hatte er noch den Gründungsaufruf für den  Bund zur Erneuerung des Reiches (BER) unterzeichnet. Nach der Machtergreifung der NSDAP wurde er zum Rücktritt aus dem RDI gezwungen und so zog er sich aus den bisherigen öffentlichen Ämtern zurück. Aber schon im Jahre 1946 übernahm er das Amt des Präsidenten des Deutschen Wirtschaftsrats in der Britischen Besatzungszone.
Frowein engagierte sich politisch in der Deutschnationalen Volkspartei (DNVP). In Elberfeld gehörte er vor 1914 und nach dem Kriege für eine Wahlperiode der Stadtverordneten-Versammlung an.
Seit dem 16. März 1903 war er mit Eva Cohnitz verheiratet, einer Tochter von Eugen Cohnitz, Teilhaber des Unternehmens Gebhard & Co., und dessen Ehefrau Emma Cohnitz, geborene Schlieper. In Elberfeld wohnte er im Haus Am Buschhäuschen 11. Ein Neffe von ihm war der Rechtsanwalt und Bürgermeister Heinz Frowein.

## Mitgliedschaften und Ämter
- Vorläufiger Reichswirtschaftsrat
- Beirat im Bund für koloniale Erneuerung (BKE)
- Stifterverband der Notgemeinschaft der deutschen Wissenschaft (NdW)
- Verein zur Wahrung der gemeinsamen wirtschaftlichen Interessen in Rheinland und Westfalen (als stellvertretender Vorsitzender)
- Industrie- und Handelskammer für den Wuppertaler Industriebezirk
- Vorstand der Vereinigung der Deutschen Arbeitgeberverbände
- Verwaltungsrat der Treuhandverwaltung für das Deutsch-Niederländische Finanzabkommen GmbH (Tredefina)
- Handelsstatistischer Beirat des Statistischen Reichsamtes
- Verwaltungsrat der Zweigstellen des Auswärtigen Amtes für Außenhandel und die Reichs-Nachrichtenstellen
- Aufsichtsrat der J. P. Bemberg AG
- Aufsichtsrat der Frowein & Co. KG auf Aktien (als Vorsitzender)
- Aufsichtsrat der Walter Leberecht Stein AG (Osterrath) (als Vorsitzender)
- Vizepräsident der Continental Bandweberei AG (Budapest)
- Aufsichtsrat der Vereinigte Glanzstoff-Fabriken AG
- Aufsichtsrat der Vereinigte Bandfabriken AG (Wien)
- Aufsichtsrat der Vereinigte Bandfabriken AG (Dobruska)
- Aufsichtsrat der Silesia Allgemeine Versicherungs-AG (Breslau)
- Aufsichtsrat der Nordstern Lebensversicherungs-Bank AG (Berlin)

## Auszeichnungen
- Kriegsverdienstkreuz
- Eisernes Kreuz II. Klasse am weiß-schwarzen Bande
- Rotes Kreuz I. Klasse
- Großes Bundesverdienstkreuz mit Stern (1953)